# 기독교의 신앙
어떤 의미에서, 기독교의 신앙은 종종 하느님의 약속을 믿고, 그의 신실함을 믿고, 행동하기 위해 하느님의 성품과 신실함에 의존한다는 관점에서 논의된다. 기독교 신학 역사에서 일부 정의는 히브리서 11장 1절: "바라는 것들의 보증이며 보이지 않는 실체들의 확증"이라는 성서적 공식을 따랐다. 다른 아브라함 종교와 마찬가지로, 이는 하느님의 존재와 하느님이 그의 나라로서 관리하는 초월 영역의 현실과 하느님의 뜻 또는 인류에 대한 하느님의 계획의 자비에 대한 믿음을 포함한다.
기독교는 예수의 가르침과 예언된 그리스도의 위치에 초점을 둔다는 점에서 다른 아브라함 종교와 다르다. 또한 새 언약에 대한 믿음도 포함된다. 대부분의 기독교 전통에 따르면, 기독교 신앙은 성부의 계획인, 죽음에서 부활한 예수에 대한 믿음을 요구한다.
종교 개혁 이후 이 용어의 의미는 서방 기독교에서 주요한 신학적 불일치의 대상이었다. 그 차이는 칭의 교리에 관한 공동 선언 (1999)에서 크게 극복되었다. "신앙"이라는 용어에 대한 정확한 이해는 다양한 기독교 전통에 따라 다르다. 이러한 차이에도 불구하고, 기독교인들은 일반적으로 예수에 대한 믿음이 기독교 전통의 핵심에 있으며, 기독교인이 되려면 그러한 믿음이 필요하다는 데 동의한다.

## 같이 보기
- 이사악의 번제
- 욥기
- 신의 은총
- 선행
- 신앙의 규칙
- 신덕

## 참고 도서
- Sorensen, Elaine Shaw (1992). 〈Seeds of Faith: A Follower's View of Alma 32〉.   Nyman, Monte S.; Tate, Charles D., Jr. 《The Book of Mormon: Alma, the Testimony of the Word》. Provo, Utah: Religious Studies Center, Brigham Young University. 129–39쪽. ISBN 0-88494-841-2.